# رین ویلسون
رین دایتریچ ویلسون (به انگلیسی: Rainn Dietrich Wilson) بازیگر و کمدین آمریکایی است که نامزد جایزهٔ امی نیز بوده‌است.
وی صداپیشه نیز هست و در انیمیشن هیولاها علیه بیگانگان به جای یکی از شخصیت‌ها صحبت کرده‌است.
مادرش شای کوپر معلم یوگا و بازیگر، و پدرش رابرت ویلسون نویسنده، هنرمند و مشاور تجاری بوده‌است. ویلسون و همسرش هالیدی رینهورن هر دو بهایی هستند.

## قسمتی از فیلم‌شناسی
سینما:
- آخرین ممیزی
- جونو
- هیولاها علیه بیگانگان
- تغییرشکل‌دهندگان: انتقام شکست‌خوردگان
- صحرا
- دلبر آمریکایی
- دوست‌دختر خارق‌العاده سابق من
- مگ ۲۰۱۸
- جری و مارج پولدار می‌شوند
- به روح نگو
- ازرا

تلویزیون:
- فرشته تاریکی
- سی‌اس‌آی
- قانون و نظم: واحد قربانیان ویژه
- مانک
- انتورایج
- اداره
- ساتردی نایت لایو
- مرد خانواده